# وجيه فانوس
وجيه فانوس (1948- 13 يوليو 2022)، هو ناقد وأكاديمي وباحث من لبنان، له نحو عشرين كتابًا تنوّعت بين النقد الأدبي، والتراث، والحضارة الإسلامية والمعاصرة. وقد تُرجم من أعماله إلى الفرنسية. حاز عددًا من المناصب الثقافية والفكرية والأكاديمية، كما جرى تكريمه في عدة مناسبات. منها: مُنِحَ بعد وفاته، «وسام الاستحقاق اللّبناني الفضّي»، من قِبَل رئيس الجمهورية اللبنانية العماد ميشال عون، تقديرًا لعطاءاته الإنسانية والعلميّة والأكاديمية، وذلك في القصر الجمهوري في بعبدا في 19 تشرين الأول 2022، خلال إطلاق «أكاديميّة الإنسان للتّلاقي والحوار» الذي كان الدكتور وجيه فانوس عضواً مؤسسا فيها.

## بدايات
ولد محمد وجيه صبحي فانوس في برج أبي حيدر حي من أحياء بيروت، في العام 1948، والده صبحي من تجّار مال القبّان. تلقى دراساته الأولى في مدارس جمعية المقاصد الخيرية الإسلامية (ابتدائية عثمان ذي النورين وثانوية علي بن أبي طالب)، وتخرج من المرحلة الثانوية في العام 1967 من ثانوية رمل الظريف الرسمية في بيروت. أكمل تعليمه العالي في الجامعة اللبنانية في اختصاص اللغة العربية وآدابها، وعلوم التربية من كلية التربية، وحاز درجة الكفاءة (الماجستير) في اختصاص اللغة العربية وآدابها في العام 1973. وكان موضوع رسالته بعنوان: عمر الزعني وشعره.
انتخب في تلك المرحلة عضوًا في مجلس فرع الطلاب في كلية التربية من العام 1969 إلى 1971. كذلك تابع دراسة التاريخ والآثار في كلية الآداب والعلوم الإنسانية في الجامعة اللبنانية. وقد حصل نتيجة تفوقه، على منحة من الجامعة لمتابعة دراساته العليا في جامعة أكسفورد في إنكلترا، وكان أول طالب من الجامعة اللبنانية يقبل في هذه الجامعة. فتخرّج برتبة دكتوراه في النقد الأدبي، حائزًا شهادة دكتوراه في النقد الأدبي المقارن من كليَّة سانت أنتوني – جامعة أكسفورد سنة 1980. وكان موضوع أطروحة الدكتوراه: Aspects Of The Lebanese Contribution to Modern Arabic Literary Criticism. وكان قد انتخب، خلال سني دراسته في إنكلترا، أوَّل أمين سر لإتِّحاد الطلَّاب اللبنانيين في بريطانيا وشمال إيرلندا من سنة 1975- 1979. وعند عودته إلى لبنان عيّن أستاذًا محاضرًا في الجامعة اللبنانية لحين تقاعده.

## نشاطه الثقافي والأكاديمي
تولّى وجيه فانوس إلى جانب التدريس الآكاديمي في كلية الآداب والعلوم الإنسانية في الجامعة اللبنانية، العديد من المهام، منها: انتخابه ممثلاً للأساتذة، ومديرًا للفرع الأول لدورتين متتاليتين من العام 1986 إلى العام 1992، كذلك تولى رئاسة قسم اللغة العربية وآدابها في الكلية لست سنوات.
حاز رتبة الأستاذية في الجامعة اللبنانية العام 1990، وشغل مهام أستاذ زائر، ومحاضر، ومستشار أكاديمي، وعضو لجان تحكيم، وعضو مناقش، في عدة جامعات لبنانية وعربية. كذلك حاضر في الجامعة الأمريكية في بيروت، وجامعة بيروت العربية، والمدرسة الحربية، وقد عينّ المستشار الأكاديمي لرئيس الجامعة الإسلامية في لبنان، ورئيس قسم الدراسات العليا في كلية الآداب في الجامعة.
شغل فانوس العديد من المراكز والمناصب، منها: رئاسة حلقة الحوار الثقافي، ورئاسة اتحاد الكتّاب اللبنانيين، شغل لاحقًا:
عضوية المجلس الاقتصادي والاجتماعي، ممثلًا عن الأدباء والكتاب اللبنانيين بعد اختياره من قبل رئيس الجمهورية اللبنانية في العام 2018، ورئاسة المركز الثقافي الإسلامي، ورئاسة ندوة العمل الوطني، وكرسي محمود درويش في الجامعة الحديثة للإدارة والعلوم.
لفانوس عشرات المقالات والدِّراسات باللغتين العربية والإنكليزية، منشورة في دوريَّات عربيَّة وغربيَّة متخصّصة؛ إضافة إلى ندوات ومحاضرات أدبيَّة وثقافية وتربوية واجتماعية في عدد كبير من المنتديات المتخصِّصة والعامَّة في لبنان والعالم العربي.

اهتمّ فانوس، بحكم تخصصه الأكاديمي في النَّقد الأدبي، والنَّقد الأدبي المقارن تحديدًا، وعوالم ما يسمّى بـ«ما وراء النَّقد»، فإنه في تدريسه الجامعي، كما في أبحاثه الأكاديمية، بالمعنى الضيِّق للاختصاص، اهتمّ للبعد الأكاديمي في النَّقد الأدبي؛ لكنه لطالما توجه، في كتاباته وأعماله الأخرى في المجالات الثقافية العامة، إلى الجمهور العام، عبر انتهاجه مجالات النَّقد الثقافي. وهذا لا يعني، أبداً، كما يقول في حوار معه: 
«إن النَّقد الثقافي لا يندرج في رحاب الأكاديميا، بيد أنها، هذه المرَّة، الرحاب الأكاديمية التي لا تنظر إلى المادة الأدبية على أنها مجرد كيانات لغوية أو بلاغية أو تركيبية جامدة، بل على أنها نتاجٌ مركَّبٌ ينهض على تفاعلِ أمورٍ معرفية وحضاريَّة ثقافيَّةٍ كثيرة، من عناصر العيش الإنساني للفكر والتَّعبير والجمال، في ما بينها».

### اتحاد الكتّاب اللبنانيين
انتخب وجيه فانوس أمينًا عامًا لإتحاد الكتاب اللبنانيين في العام 2015، ونائبًا لرئيس اتحاد الكتاب العرب، وانتخب في العام 2019 مستَشارًا عَامًّا للأمانة العامة للإتحادِ العام للأدباء والكتّاب العربِ، للسّنوات الأَربع المقبلَة. سعى فانوس خلال توليه أمانة اتحاد الكتّاب اللبنانيين إلى تأمين دعم ماليٍ يكون بمثابة مصدر ريع مستمر للإتحاد، لكنه استقال من الاتحاد في 2 نيسان (أبريل) 2019، معلنًا استقالته في بيان مقتضب، جاء فيه:
«أعلن استقالتي من منصب الأمين العام لاتحاد الكتاب اللبنانيين ومن عضوية الهيئة الإدارية فيه، متمنيا للاتحاد كل نجاح وتقدم».

## كتاباته
للدكتور وجيه فانوس عدة كتابات ودراسات وأبحاث، ومؤلّفات باللغتين العربيَّة والإنكليزيَّة، منها:
- 2014: شفيق جدايل حكاية صوت [35]
- 2012: (Ameen Rihani’s Arab American Legacy: From Romanticism To Postmodernism (co-author.[36]
- 2012: لمحات من النَّقد الأدبي الجديد.
- 2004: إشارات من التَّثاقف العربيّ مع التَّغريب في القرن العشرين.[37]
- 2003: العلاقات العامَّة في المؤسَّسات الأهليَّة.
- 2001: مخاطبات من الضفَّة الأخرى للنَّقد الأدبي.[38][39]
- 1988 و1994: الأدب المقارن وحكايتا حب.
- 1998: A Collection Of Literary Studies.
- 1998: «الأدب العربي»، ثلاثة أجزاء، مرحلة التَّعليم الثانوي، (مؤلِّف مشارك).
- 1998: دليل المعلم – لكتاب الأدب العربي، ثلاثة أجزاء، مرحلة التعليم الثَّانوي، (مؤلف مُشارك).
- 1996: أحداث من السِّيرة النَّبويَّة في مرايا مُعاصرة.
- 1995: محاولات في الشِّعري والجمالي.[40][41]
- 1993: الرَّيحاني والمعرّي.
- 1992: Adventures In Literary Criticism
- 1991: دراسات في حركية الفكر الأدبيّ [42]

### أعماله للإذاعة
كتب فانوس للإذاعات عدَّة برامج إذاعية وتمثيلية منها:
- حكاية عمر (إذاعة صوت الوطن)
- موزيكا يا دنيا (صوت الشعب)،
- قضايا وآراء ومن حكايات العرب والبثّ المباشر (إذاعة صوت الجبل).

## وصلات خارجية
- أمين عام اتحاد الكُتَّاب اللبنانيّين د. وجيه فانوس لـــ «اللـواء»: الزمن وحده الأكثر قدرة على تمييز الخبيث من الطيِّب
- آل فانوس